# Registrar (arte)

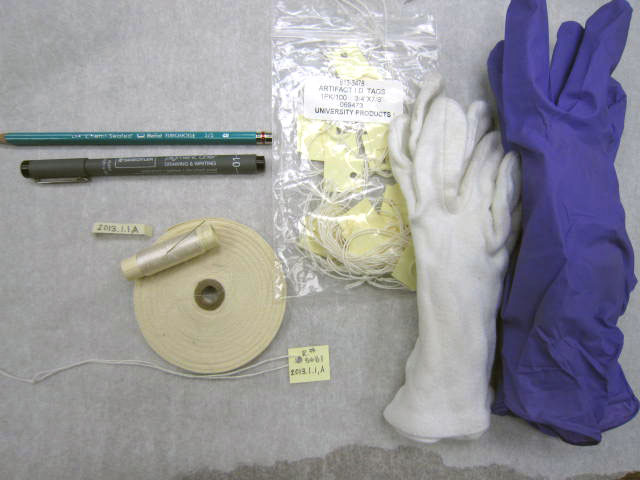
I materiali del registrar includono una matita morbida, una penna d'archivio, filo/ago, nastro in twill di cotone, etichette prive di acidi, guanti di cotone e in nitrile.

Il registrar è una professione dell'ambito artistico. 
Un registrar si occupa della gestione delle opere e delle installazioni di arte (antica, moderna o contemporanea) e di design nell'ambito museale ed espositivo. In particolare coordina tutte le fasi e le procedure tecniche e organizzative relative ai prestiti e agli eventi. Controlla inoltre gli aspetti di conservazione e sicurezza delle opere in base alla approfondita conoscenza delle loro caratteristiche materiche e strutturali. Collabora con l'artista, le direzioni dei musei e delle mostre, i conservatori ed i restauratori, le imprese che si occupano dei trasferimenti e degli allestimenti.
Il registrar trova collocazione, come dipendente o collaboratore, all'interno di molteplici realtà pubbliche e private, stabili e temporanee, quali: singoli musei, reti e sistemi museali, spazi espositivi, atelier d'artista, gallerie, istituti, istituzioni culturali pubbliche, private, o ancora fondazioni ed enti territoriali. Può inoltre lavorare all'interno di studi, imprese e cooperative. Può diventare figura di riferimento di uno o più artisti dei quali conosce approfonditamente le opere e le problematiche.
In qualità di professionisti della cura delle collezioni, lavorano con gestori di collezioni, conservatori e curatori per bilanciare l'accesso del pubblico agli oggetti con le condizioni necessarie per mantenerne la conservazione. Concentrandosi sulla documentazione, i registrar sono responsabili dello sviluppo e del mantenimento dei sistemi di gestione degli archivi anche digitali, con file individuali per ciascun oggetto della raccolta. Le istituzioni di piccole e medie dimensioni possono combinare il ruolo di registrar con quello di gestore delle collezioni, mentre le grandi istituzioni spesso hanno più registrar, ciascuno dei quali supervisiona un diverso dipartimento curatoriale.

## Responsabilità e doveri
Il ruolo del registrar è stato definito per la prima volta agli inizi del 1900 e, sebbene la descrizione del lavoro non sia cambiata in modo apprezzabile nel tempo, le responsabilità si sono evolute con la tecnologia e con la crescente consapevolezza globale. I registrar di successo gestiscono abilmente molti progetti contemporaneamente, mantengono una concentrazione calma e un'attenzione diligente ai dettagli. La collaborazione con altri dipartimenti e associazioni della comunità è fondamentale.
Una selezione delle responsabilità più critiche include:
- Documentazione: dalla creazione della posizione, i registrar si preoccupano principalmente della documentazione e della tenuta dei registri. Questa documentazione include informazioni sulle condizioni di un oggetto, il suo numero di adesione (o numero di identificazione, a seconda del suo status presso il museo), la provenienza, i materiali e tutti i suoi movimenti all'interno del museo o in prestito. I registri cartacei sono stati sostituiti dal software di gestione delle collezioni e questi dati vengono archiviati in più posizioni come salvaguardia.
- Acquisizioni: quando un oggetto arriva al museo per la prima volta come potenziale aggiunta alla collezione, un  registrar inizia immediatamente il processo di documentazione e tracciabilità assegnando un numero di identificazione temporaneo e raccogliendo registrazioni che includono le condizioni dell'oggetto, la data di arrivo, il motivo del suo arrivo al museo e una fotografia che ne documenta l'aspetto fisico. Queste informazioni seguono l'oggetto attraverso il processo di acquisizione, tracciandone i movimenti. Se il museo decide di accettare l'oggetto, il  registrar aggiornerà il registro, assegnando all'oggetto un numero di adesione permanente. Il  registrar formula inoltre raccomandazioni al comitato delle riscossioni. Utilizzando la politica di gestione delle collezioni del museo, il  registrar valuta se l'oggetto si adatta o meno alla collezione, determina se il museo ha le risorse necessarie per prendersi cura adeguatamente dell'oggetto e accerta che la provenienza possa essere stabilita per proteggere il museo da potenziali controversie[5].
- Prestiti: gli oggetti vengono prestati tra musei per una serie di motivi, tipicamente per mostre speciali. Come per le acquisizioni, il  registrar assegna un numero identificativo temporaneo agli oggetti in prestito al museo, ne documenta lo stato e crea un file per seguire il movimento dell'oggetto mentre si trova nel museo. I  registrar sono presenti anche alla banchina di carico all'arrivo per supervisionare lo scarico, le condizioni del materiale di imballaggio e garantire che gli oggetti siano gestiti correttamente. Nel caso di prestiti in uscita, il registrar documenta quali oggetti lasciano il museo ed effettua o supervisiona il loro imballaggio per la spedizione e il caricamento nel veicolo.
- Mostre: collaborando con curatori e gestori di collezioni, il registrar aiuta a selezionare gli oggetti da esporre o in prestito. Ciò significa dire ogni tanto “no” ai colleghi per salvaguardare gli oggetti per il futuro. Se un oggetto non resiste allo stress del viaggio e/o di una mostra, è dovere del registrar renderlo chiaro e sostenere la sua decisione. Una volta selezionati e concordati gli oggetti, il registrar aggiorna i record per riflettere la posizione di visualizzazione[5].
- Deaccessioni: anche i registrar sono coinvolti nell'esecuzione delle deaccessioni (le vendite di oggetti conservati in un museo o in una biblioteca). Storicamente, i musei non seguivano linee guida rigide per accettare le donazioni. Di conseguenza, gli oggetti che hanno poco o niente a che fare con la missione dell'istituzione rimangono in deposito finché non possono essere deaccessibili o rimossi dalla collezione del museo. Lo spazio e le risorse di stoccaggio sono preziosi e quindi non ha senso conservare oggetti che il museo non può esporre. I registrar valutano questi oggetti, formulano raccomandazioni e verificano che tutte le condizioni legali siano soddisfatte per la disattivazione dell'oggetto e documentano ogni fase del processo. Poiché questo processo può essere controverso, è fondamentale che ogni passaggio, come descritto dalla politica del museo, venga eseguito in modo diligente e aperto.
- Imballaggio e spedizione: quando gli oggetti vengono spediti fuori dal museo, sia per essere restituiti all'istituzione che li ha forniti o come prestito in uscita ad un altro museo, il registrar aggiorna il sistema di registrazione per documentare quali oggetti lasciano il museo. Il rapporto sulle condizioni viene aggiornato per riflettere lo stato dell'oggetto prima della spedizione e il registrar esegue o supervisiona l'imballaggio per la spedizione e il caricamento nel veicolo di spedizione.
- Sicurezza in transito: la maggior parte, se non tutti, gli oggetti in prestito in uscita sono accompagnati da un corriere. Il registrar seleziona e forma questa persona e, nel caso di oggetti estremamente importanti, può accompagnare la spedizione, fungendo lui stesso da corriere.
- Gestione del rischio: uno dei compiti principali di un registrar è anche determinare i fattori di rischio per una collezione e mitigarli. I fattori di rischio includono vandalismo, furto, parassiti, emergenze e disastri naturali. È responsabilità del registrar sviluppare e implementare strategie per ridurre al minimo questi rischi, come la gestione integrata dei parassiti, delle guardie e dei sistemi di sicurezza. Inoltre, i registrar supervisionano lo sviluppo e l'implementazione di una politica di gestione dei disastri per salvaguardare sia il personale che gli oggetti delle collezioni in caso di emergenza.

## Conoscenze, abilità e competenze
Un registrar dovrebbe mostrare forza e abilità nel maneggiare gli oggetti. Dallo spostamento fisico di un oggetto alla capacità di identificare eventuali punti di stress o significato culturale, un registrar deve prendere l'iniziativa per studiare la collezione del museo. I registrar devono essere calmi, flessibili, intraprendenti e concentrarsi sui dettagli. Possono essere descritti come generalisti accademici che, nel tempo, possono sviluppare specializzazioni.
Per avere successo e rispettare qualsiasi oggetto culturale o intrinseco, dovrebbe essere richiesta la conoscenza pratica del Codice Etico dell'American Association of Museum e delle Linee guida per il collezionismo dei musei. Un registrar dovrebbe avere familiarità con la Guida AAM alla ricerca sulla provenienza, nonché con il Nazi-Era Provenance Internet Portal. Un registrar dovrebbe anche avere familiarità con il Fair Use digitale e lo US Indemnity Program. Inoltre, dovrebbe comprendere i processi di rimpatrio, sia a livello nazionale che internazionale.
In quanto membro di un'istituzione unica, un registrar deve possedere la capacità di avere successo in un ambiente orientato al lavoro di squadra. Le qualità didattiche e le capacità di servizio al cliente sono utili quando si cerca di trasmettere l'importanza della protezione di una collezione o dell'accesso a un diverso dipartimento all'interno del museo.

## Istruzione e formazione
Le persone che desiderano iniziare una carriera nel campo della gestione delle collezioni generalmente possiedono una laurea in storia, storia dell'arte, belle arti o un campo correlato agli interessi museali. Molte istituzioni ora richiedono una formazione universitaria in studi museali o in campi relativi alle collezioni dei musei in questo mercato del lavoro competitivo. Si prevede inoltre che i candidati abbiano esperienza pratica nella gestione del database delle collezioni museali, nell'imballaggio e nella manipolazione degli oggetti, nella digitalizzazione, nella catalogazione delle collezioni e nelle procedure di adesione e prestito.
Stage e lavoro di volontariato nelle istituzioni culturali sono ottimi modi per acquisire esperienza e creare contatti con i professionisti dei musei. Prendendo l'iniziativa per acquisire esperienza, retribuita o non retribuita, un candidato svilupperà anche le proprie capacità organizzative, familiarità con la procedura e la flessibilità intrinseca necessaria per avere successo come registrar.

## Posizioni correlate
I musei più piccoli tendono a combinare il ruolo di registrar con quello di gestore della collezione (collection manager), nel qual caso una persona (o gruppo) supervisionerebbe le responsabilità tradizionali di un registrar con l’aggiunta di un ruolo più attivo nella cura delle collezioni. I compiti aggiuntivi includono: supervisionare e mantenere le condizioni ambientali nelle strutture di stoccaggio ed esposizione, assumere un ruolo più attivo nelle valutazioni delle condizioni e contattare direttamente i conservatori, gestire le esigenze di stoccaggio fisico e fare l'inventario della collezione a intervalli regolari.